# Алфонс Горбах
Алфонс Горбах (Имст, 2. септембар 1898 — Грац, 31. јул 1972) је био аустријски политичар Аустријске народне партије, а служио је као канцелар Аустрије од 1961–1964.

## Биографија

### Политичка каријера до Другог светског рата
Горбах је био син аустријског свештеника и потицао је из традициналне хришћанске породице. Његова породица се преселила у Штајерску због очевог посла. Он је завршио гимназију у Грацу, а ишао је и у верску школу јер су родитељи хтели да и он буде свештеник. У октобру 1917, са 19 година је регрутован је у Првом светском рату у војску Аустроугарске, а учествовао је у бици за Бовец, где је тешко рањен у ногу. Када је Аустија постала независна учланио се у Хришћанску социјалну партију. Од 1929. до 1932. је био у окружном савету у Грацу. Учланио се у Отаџбински фронт која је била једина активна странка током диктатуре Енгелберта Долфуса. Од 1937. па до Аншлуса 1938. је био члан покрајинске владе Штајерске.
1. априла 1938. је био међу првима које су нацисти ухапсили и послали у концентрациони логор Дахау, где је остао до 10. новембар 1942, када је привремено пуштен. Док је био на слободи радио је као заваривач у фабрици у Грацу. После неуспелог атентата на Хитлера 20. јула 1944, поново је ухапшен као један од многобројних осумњичених за организовање јулске завере и послат је у концентрациони логор Флосенбург у Баварској, где је остао до савезничког ослобођења у априлу 1945.

### Политичка каријера после Другог светског рата
После Другог светског рата Горбах се поново почео бавити политиком. Придружио се аустријској народној странци и био је један од њених кандидата на парламентарним изборима 1945., па је изабран за председника Националног већа Аустрије. На тој позицији је био до 1953, и поново од 1956 — 1961.
На аустријским парламентарним изборима 1959. када је његова странка претрпела значајан пад гласова, почела је стратегијска дискусија унутар партије. Одлучено је да остарели Јулијус Раб (у том тренутку канцелар) не може више да води странку. Горбах је изабран за председника странке 12. фебруара 1960, али је Раб остао канцелар до 11. априла 1961. када га је Горбах наследио. Водио је странку на парламентарним изборима 1962. када је његова странка освојила више гласова него на претходним изборима, али то ипак није било довољно за апсолутну већину, па је Горбах био канцелар и у другој коалицији с социјалдемократама. Пошто је на председничким изборима 1963. Аустријска народна партија претрпела тежак пораз, Јозеф Клаус је изабран за новог председника странке, а наследио је Горбаха и на месту канцелара 2. априла 1964. када је морао да поднесе оставку због притисака из сопстевене странке. Након оставке из његове странке су му понудили да оде у пензију, али је он одбио. После тога је био изабран да буде канидидат Аустријске народне странке на председничким изборима 1965. који су одржани јер је тадашњи председник Шерф умро. на тим изборима га је поразио Франц Јонас. После тог пораза отишао је у пензију, али је остао је члан националног савета све до 1970. године.
Умро је 31. јула 1972. у Грацу када је имао 72 године.